# Bruno Bělčík
Bruno Bělčík   (Karviná, 14 de gener de 1924 - Praga, 10 de març de 1990) Va ser un violinista txecoslovac.
Bělčík va ser mestre de concerts de l'Orquestra Simfònica de Praga del 1946 al 1960, després de la Filharmònica txeca. Com a músic de cambra va ser membre del "Prazske Trio" amb František Rauch (piano) i František Smetana (violoncel). Com a solista, principalment va actuar i interpretant obres de compositors txecs com Antonín Dvořák, Josef Suk, Josef Bohuslav Foerster i Bohuslav Martinů.